# Окиноэрабу
Окиноэра́бу (яп. 沖永良部島 окиноэрабудзима) — остров в уезде Осима японской префектуры Кагосима, входит в острова Амами.
Островом управляет администрация двух населённых пунктов, Вадомари и Тина.

## География

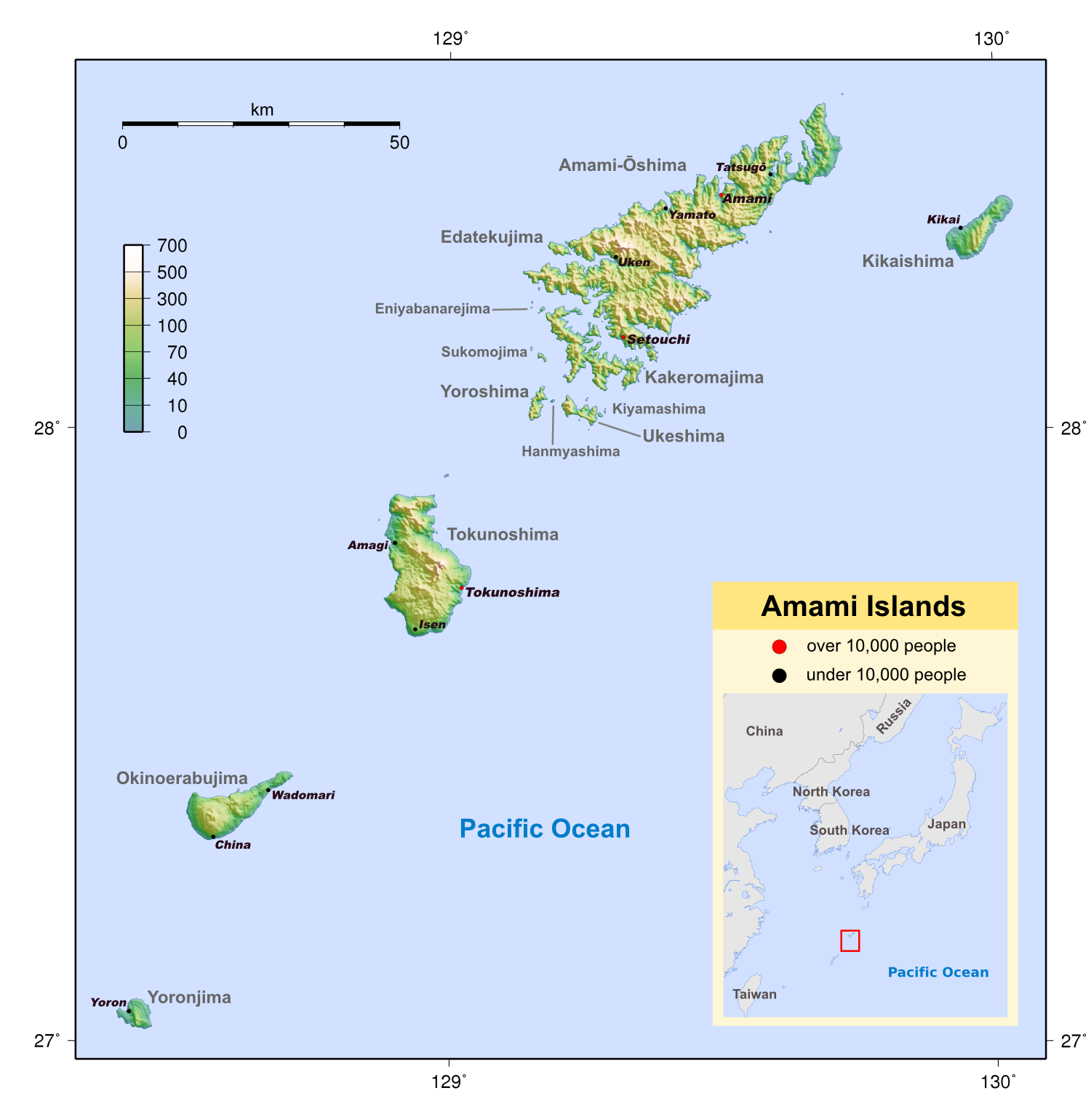
Местонахождения острова Окиноэрабу

Остров окружён коралловыми рифами. Почва известняковая (четвертичного отложения). На западе расположена гора 240-метровой высоты, высшая точка Окиноэрабудзимы. Рифы Окиноэрабудзимы, Йорондзимы и Кикая имеют общее происхождение.
На острове произрастает субтропический лес с фикусами и панданом. Имеются карстовые пещеры со сталактитами и сталагмитами, привлекающие туристов. Пещеры образовывались в четвертичный период.

## История
До аннексии королевства Рюкю Японией в 1868 году Окиноэрабудзима был предметом притязаний как Рюкю, так и княжества Сацумы.

## Транспорт
На острове расположен Аэропорт Окиноэрабу, откуда можно вылететь в Кагосиму или на Йорон.